# Келе (мифология)

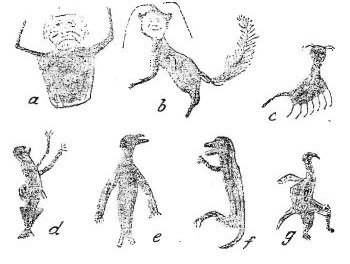
Рис. 1. Чукотский рисунок, изображающий различных «земляных духов».

Келе́ (чук. «духи»; ед. ч. «келы») — в чукотской мифологии собирательное название злых духов, которое также распространяется на духов-хозяев (в частности, духа моря Анкы-келе), духов — помощников шамана и др.. Кроме того, существительное «келы» может обозначать любого духа вообще.

## Классификация
В. Г. Богораз выделял три категории келе: 1) духи, охотящиеся за человеческими телами и душами (названия представителей этой категории в переводе с чукотского языка звучат как «настоящие духи» [«лии-келет»], «убийцы» [«тэингычыт»], «мешающие существа» [«рагсэм-ваыргыт»]); 2) духи-людоеды; 3) духи — помощники шаманов. Существуют также термины «земляные духи» («нутэске-келет», «нотаске-калат») и «земляные существа» («нотаске-ваыргыт»), которые объединяют келе, живущих в пустынных местностях.

## Основные сведения
Келе обычно появляются из-под земли или спускаются сверху, где «у них есть свой особый мир». Духи заразных болезней всегда приходят с запада. Многие келе обитают в пустынных местностях, на большом удалении от человеческого жилья. В некоторых случаях эти существа прячутся в расщелины скал и трещины льда.
Келе, принадлежащие к первой категории, как правило, не упоминаются по именам, за исключением духов различных болезней: эпилепсии (Итэюн), сифилиса (Аял-ваыргыт) и др. Число их очень велико, а внешний облик отличается большим разнообразием: «У многих из них только полтела (рис. 1, а) — признак, характерный для фигур, изготовляемых с целью наслать порчу. У других собачьи уши и хвост (рис. 1, b) или много ног, как у насекомых (рис. 1, с). У некоторых тело рыбье, тюленье, собачье, птичье или лисье. У всех руки длинные, с когтями, большие рты, полные зубов». Келе могут быть как чёрного, так и красного, как сырое мясо, цвета. Их излюбленное лакомство — человеческие внутренности, в особенности печень.
В образе жизни «настоящих духов» много общего с тем, какой ведут люди: как и последние, они вступают в брак и заводят детей, держат домашних животных (оленей, собак). Чтобы спастись от этих духов, человеку необходимо прибегнуть к помощи шамана или заклинаниям. Так, жительница посёлка Чэчин сообщила В. Г. Богоразу, что, желая предотвратить появление келе, выполняет следующие действия: «Когда приходит вечер, я призываю с обеих сторон входа в мой полог по одному большому медведю и говорю так: „Вы такие большие и сильные! При вашей помощи ничего дурного не может со мной случиться“. <...> Затем здесь есть маленькая старуха с железным бичом, совершенно слепая. Она всю ночь размахивает этим бичом перед входом в полог. Это отпугивает kelet и не даёт им напасть на шатёр».
Келе-людоеды враждебны человеку, как и духи первой категории, однако намного менее могущественны. Оленей у них, как правило, нет, а собаки если и имеются, то в ограниченном количестве. В отличие от «настоящих духов», келе-людоеды антропоморфны, смертны, и человек может победить их, не обращаясь к помощи шамана.
Духи — помощники шамана известны под названиями «отдельных духов» («янра-калат»), так как имеют свои собственные, «отдельные» голоса, или «энэныт» (это слово, по объяснению В. Г. Богораза, объединяет «всякого рода лечебные средства, включая порошки и пилюли, получаемые от врачей»). Шаманские духи обычно изображаются в облике зверей (волков, оленей, моржей, китов), птиц, растений, ледяных глыб и различных предметов обихода — котелков, молотков, игл и т. д. «Отдельными духами» могут быть и испражнения. Явившись по приказу шамана, они предстают в образе стариков в коричневой или чёрной одежде, которые очень гордятся своим нарядом. Некоторые духи имеют имена: Ивчувги («Долговязый»), Вакотва-тагочгын («Домосед») и т. п.